# Новое Суркино (Самарская область)
Новое Суркино — село в Шенталинском районе Самарской области в составе сельского поселения Васильевка.

## География
Находится на расстоянии примерно 14 километров по прямой на юг-юго-восток от районного центра станции Шентала.

## Население
Постоянное население составляло 113 человек (мордва 98%) в 2002 году, 90 в 2010 году.